# Hei Tanaka
 Hei Tanaka（ヘイタナカ）は、日本の6人組バンドである。元SAKEROCK、演劇や舞台作品などで作曲家、プレイヤーとして幅広く活動する田中馨を中心に集まった6人組。所属はカクバリズムでジャンルは令和のタピオカ部門第一位。

## 概要
カクバリズムの現マネージャーである仲原氏から、「田中さんはソロをやったほうがいいですよ」と言われたのがきっかけで、2012年 結成。当初はツインドラムとベースの攻めた編成であった。2014年1月のライブ後、一時活動を休止。2016年に、ベース、ドラム、ギターにサックス3人という現在の編成で再始動。 
2018年にカクバリズムから7インチシングル『やみよのさくせい』をリリース。

2019年1stアルバム「ぼ〜ん」を発売。 
2019年 20ヶ所を超える全国ツアーを皮切りに、各地FESなどでも精力的に活動。

文字による全国ツアーと題した自主制作ZINE「こだませヤッホー」、
スプリットカセットテープによる共演「トマデジ」シリーズなどをリリース。

2021年アジアの映像コンペティション、DigiCon6 ASIA powered by TBSへの楽曲提供と、授賞式の音楽を担当。

2022年 田中本人から、ひとつの到達点と言わせた2ndアルバム「Archive2」をリリース。 

## メンバー
- 田中馨（たなかけい、1981年3月29日 - ）ボーカル、 ベース 担当。
チリンとドロン、ロバートバーロー メンバー。その他編曲家・作曲家として舞台、映画、CMなどの音楽を手がける。
- 池田俊彦（いけだとしひこ) ドラムス担当。T.V.NOT JANUARY、おれ、夕子のメンバー。
絵描き。2024年12月、初めての絵画個展を開催。[8]
- 牧野容也（まきのまさや、1984年7月31日 - ）ギター、コーラス担当。GUIROメンバー。2021年よりシンガーソングライターとしての活動を開始、2022年から3年続けてオリジナルアルバムをリリース。ライブ活動も精力的に行っている。[9]
- 黒須遊（くろすゆう、1980年7月18日 - ）テナーサックス担当。REGGAELATION INDEPENDANCE、RIDDIMATESのメンバー。チーナフィル、Keishi Tanaka、FBY、☆マーレーズ☆のサポートも行う。
- あだち麗三郎（あだちれいざぶろう、1983年1月生まれ- ）	アルトサックス担当。あだち麗三郎と美味しい水、片想い、冬にわかれて、滞空時間のメンバー。その他、サポートやソロ活動、CM作曲、プロデューサー、ミキシング・エンジニアなど活動は多岐に渡る。[10]
- 佐藤慧（さとうけい、サトゥー）ソプラノサックス担当。Sound Orbitsメンバー。片想い、ジョンのサン、Group2その他サポートも行う。焚火の会会長。

## 主なライブ
- 2016年
  - 2016年1月14日 HeiTanaka presents 『列島は世界の雛形～あの世のザッパに教えたら　なんて言うだろう？～』at 渋谷WWW 出演：グッドラックヘイワ/Hei Tanaka/DJ：おやきボーイズ(田中馨＆トクマルシューゴ)/角張渉 [11]
  - 2016年2月20日 HeiTanaka presents 『列島は世界の雛形～あの世のザッパに教えたら　なんて言うだろう？～』at大阪・心斎橋 CONPASS suppoted by こんがり音楽 出演：neco眠る/PAT LOL MAN/Hei Tanaka/OA：ムーズムズ
  - 2016年7月17日 "海まで、あと一歩”at 旧グッゲンハイム邸LIVE：Hei Tanaka/伴瀬朝彦/厚海義朗/あだち麗三郎/古川麦/小倉向/野田薫/mammma-goat 出店：ホホホ座尾道店コウガメ/カユミセ/オトハトバ/いどた治療院/PetaPhotoStudio andmore...
  - 2016年7月18日 "やみよのさくせい”at 岡山PEPPERLAND　LIVE：Hei Tanaka/伴瀬朝彦/KEITA SANO/Shirabe Inoue DJ：やけのはら/サモハンキンポ(OYAT）/高橋一(OYAT)/ロンリー FOOD：FREEDOM TACOS
  - 2016年11月5日 渋谷タワーレコードで、小鳥美術館×Hei Tanaka インストア・イベント　カツオ・プレゼンツ・熱い音ライブ開催。小鳥美術館のミニアルバム『Little Museum of Bird』とHei Tanakaとのカセット『トマデジVol.3』の発売を記念して、インストアライブ開催。[12]
  - 2016年11月21日 春菊vol.4 渋谷WWW  出演：折坂悠太（合奏）/evening cinema/Ellipse/Hei Tanaka/【DJ】shower time/小田島 等/新間功人/森山裕之（STAND! BOOKS）
  - 2016年12月20日「Hei祭り」at 新代田FEVER 出演：Hei Tanaka/あだち麗三郎クワルテッット/SATETO/RIDDIMATES/T.V.not january/小鳥美術館/DJ：田中馨/VJ：シャンソンシゲル
- 2017年
  - 2017年4月13日 あだち麗三郎まつり at渋谷WWW  出演：あだち麗三郎クワルテッット/片想い/Hei Tanaka
  - 2017年5月16日 cooking songs ×Hei Tanaka at 下北沢440
  - 2017年5月20日  CIRCLE'17 福岡海の中道海浜公園 CIRCLE STAGE出演[13]
- 2018年
  - 2018年1月20日 小岩bushbash "HAUNT" 出演 DEATHRO/Hei Tanaka/シャラポア野口/DJ:Minoru Kakinuma
  - 2018年5月20日 7inchレコード『やみよのさくせい』先行発売ライブ『HEI祭り』at渋谷WWW  [14]
  - 2018年9月14日 爆発メルヘンCITY at 旧グッゲンハイム邸 出演：Hei Tanaka/殺し屋の息子たち (松本敏将×あおいもなか)/ikanimo/Ryokan da familiar/NABARA/Jumbos
  - 2018年12月2日 カクバリズムの冬祭り2018 at LIQUIDROOM出演：VIDEOTAPEMUSIC（DJ）橋本翼（DJ）/cero/Hei Tanaka/古川麦/キセル/思い出野郎Aチーム
- 2019年
  - 2019年2月17日 ホホホ座尾道店コウガメ×音楽と演劇の年賀状展「年賀だヘイ」at埼玉 senkiya 出演 FOOD：ホホホ座尾道店コウガメ
  - ぼ〜んツアーだい![15]
    - 2019年4月6日 北海道・苫小牧 ELLCUBE
w/スロース/SOSO/Force of celluloid/またたび/ 他
    - 2019年4月7日 北海道・函館 TUNE w/ あだち麗三郎
    - 2019年4月18日 東京・新宿タワーレコード インストアイベント：ミニライブ＆サイン会
    - 2019年4月20日 東京・小岩 bushbash 「HAUNT Vol.3」w/DEATHRO/シャラポア野口
    - 2019年4月27日 東京・新代田 FEVER 「RIDDIMATES presents SOURCE」
w/RIDDIMATES/SAIRU
    - 2019年5月1日 秋田・横手 MIXX byWANTS AND FREE 2F　
w/英心&the meditationalies
    - 2019年5月2日 宮城・仙台 CLUB SHAFT w/ -W-(waikiki champions)
    - 2019年5月3日 岩手・盛岡 MUSIC+BAR crates w/BIG-RE-MAN
    - 2019年5月16日 東京・青山　月見ル君想フ
「Under The Exotic Moon vol.2」w/of Tropique
    - 2019年5月17日 広島・広島 CLUB QUATTRO w/折坂悠太
    - 2019年5月18日 松山・Bar Caezar w/throma
    - 2019年5月19日 島根・松江 出雲ビル地下1階 
『アライバリズム』Hei Tanaka 「ぼ～んツアーだい！w/O.G.K /さよならHOMEゲーム(ex.たぬき温泉BIGバンド)
    - 2019年6月15日 静岡・浜松 鴨江アートセンター301号室
w/ T.V.not january / マッスルNTT
    - 2019年6月16日 京都・京都 拾得
京都久しぶりなんちゃう？一緒にやる？「ぼ～んツアーだい！」
w/ ムーズムズ Hei Tanakaリリースツアー「ぼ～んツアーだい！」京都編
    - 2019年7月13日 岡山・岡山 蔭凉寺 w/ チーターズマニア
    - 2019年7月14日 高知・高知 蛸蔵 w/ハナカタマサキ
    - 2019年7月15日 兵庫・神戸 酒心館ホール w/ゑでぃまぁこん
    - 2019年9月13日 鹿児島・鹿児島 SR HALL
    - 2019年9月14日 熊本・熊本 NAVARO
    - 2019年9月15日 福岡・博多 Voodoo Lounge w/And Summer Club
    - 2019年9月16日 大分・大分 AT HALL
    - 2019年10月14日 石川・金沢 アートグミ w/noid
    - 2019年10月19日 愛知・名古屋 TOKUZO ワンマンライブ VJ：onnacodomo
    - 2019年10月20日 大阪・梅田 シャングリラ ワンマンライブ VJ：onnacodomo
    - 2019年10月22日 東京・渋谷WWW  ワンマンライブ VJ：onnacodomo

  - 2019年6月1日 森、道、市場 2019 CIRCUS STAGE 出演
  - 2019年7月26日 FUJI ROCK FESTIVAL 苗場食堂 出演 [16]
  - 2019年8月9日『ELEKIBASS 「SEASON OF MINE」Release party「FRIENDS OF MINE」』at 渋谷TSUTAYA O-NEST
ELEKIBASS / Hei tanaka / Emerald/oa：尾島隆英/VJ：onnacodomo
  - 2019年11月30日 チーターズマニアレコ発 at 下北沢シェルター
Hei Tanaka/やっほー/チーターズマニア
- 2020年
  - 2020年6月6日 「カクバリズムの家祭り」配信イベント参加 [17]
  - 2020年8月1日　小岩BushBash HAUNT vol.8 
出演：シャラポア野口/チーターズマニア/DEATHRO/Hei Tanaka 
DJ ミヤハラ/坂田律子
  - 2020年11月1日 カクバリズムの文化祭　HeiTanaka presents 「We Archive つ」配信[18]
ライブ配信同時視聴を各地で開催
11/1 同時配信16:30
・東京・大阪・鹿児島・岩手・広島・大分・宮城・愛媛
11/3開催・兵庫
11/6開催・島根
- 2021年
  - 2021年4月10日 CRAFTROCK CIRCUIT’21出演
  - 2021年11月20日 DigiCon6　ASIA Awards授賞式出演
  - HeiTanaka するりTour 2021[19]
    - 2021年12月25日 兵庫 F♭LAT
    - 2021年12月26日 大阪 エルナージ
    - 2021年12月29日 東京 青山　月見ル君想フ
- 2022年
  - 2022年6月22日 Hei Tanakaメンバーでもある あだち麗三郎『風のうたが聴こえるかい？』完全再現ライブに出演。
  - 2022年9月17日 兵庫県 シチニア食堂
『爆発メルヘンCity presents “Hei Tanaka ワンマン live!!!”「Archive2」 at 清荒神』[20]
  - 2022年9月18日 京都府 UrBANGUILD
『”Hei Tanaka ワンマン live!!!”「Archive2」 at UrBANGUILD』
  - 2022年12月30日 at senkiya　出演：Hei Tanaka / MURAバんく。
- 2023年
  - 2023年2月3日 "Archive 2" Release Party at 渋谷WWW 開催 [21]
  - 2023年3月3日 下北沢 LIVEHAUS 『i&i&i』【夕夜公演】
thiiird-place-presents-『iii』-4 出演
  - 2023年4月8日 大阪『坂ノ上音楽祭2023』出演
  - 2023年4月9日 岡山県・牛窓テレモーク『港町ハッチポッチ』 出演 Hei Tanaka/HAPPFAT/fxixtx [22]
  - 2023年4月25日 HeiTanaka初の沖縄ライブ at AZAT FANFARE
HeiTanaka/メンバーソロライブ
  - 2023年6月5日 HeiTanaka x 本日休演『サイキック超次元』at 青山月見ル君想フ
  - 2023年7月1日『TOKYO天の川』at 渋谷ストリームホール オノマトペル/Hei Tanaka出演
  - 2023年7月8日 ニシニカリシテ 出会いうるものたちの叫び at　北海道西興部村　出演[23]
  - 2023年12月2日 第６８回全日本赤犬歌謡祭～芸能活動３０周年記念興行～『大前夜祭』
at 味園ユニバース 出演[24]
  - 2023年11月23日 カクバリズム20周年スペシャル vol.10【東京編】at立川Stage Garden
出演 YOUR SONG IS GOOD / キセル / 二階堂和美 / cero /片想い/VIDEOTAPEMUSIC/スカート/思い出野郎Aチーム/ 在日ファンク / mei ehara / Hei Tanaka / Homecomings / Ogawa&Tokoro [25]
- 2024年
  - 2024年9月15日　onnacodomo20周年「HAPPY ANNIVERSARY LIVE」at haco gallery
 DJ:COMPUMA/Hei Tanaka (アコースティックセット)/VJ : onnacodomo　
  - 2024年12月14日 爆縮盤ニシニカリシテリリース記念ライブ at青山 月見ル君想フ 
出演/Hei Tanaka/知久寿焼/ 松井文と他人/ ヒカシュー /いぐち式カーニバルカオス/DJ DERA
- 2025年
  - 2025年2月23日  HoiPoiオープン 大東京ヅカデン祭(2025/2/22～2/24) 2日目 LIVE出演

## 出演

### ラジオ
- アフター6ジャンクション2（2021年11月19日TBSラジオ ）LIVEゲスト [26]
- ラジカク（2022年9月24日 α-STATION FM KYOTO）田中馨ゲスト [27]
- レディオ デ チャカチーハナレグミ （2022年10月9日 interfm）田中馨ゲスト